# فرانک مک‌کی
فرانک مک‌کی (انگلیسی: Frank MacKey; ۲۰ مارس ۱۸۵۲ – ۲۴ فوریهٔ ۱۹۲۷) چوگان‌باز اهل ایالات متحده آمریکا و زاده مینیاپولیس بود. او عضوی از تیم چوگان فاکس‌هانتر بود که در المپیک تابستانی سال ۱۹۰۰ برنده مدال طلا شد. او همچنین یک بیزینس‌من بود که در سال ۱۸۷۸ HSBC را پایه‌گذاری کرد. او در سال ۱۹۲۷ درحالی که از بیماری شدید رنج می‌برد با شلیک گلوله، خودکشی کرد.